# Jaboticabal
Jabotiabal, este un oraș din statul  São Paulo în Brazilia. Populația este de 75.820 (2015 est.) într-o suprafață de 707 km².  Orașul își ia numele de la arborele jabuticaba.